# 大隅境站
大隅境站（日语：／ Ōsumi-Sakai eki */?）是位於鹿兒島縣垂水市牛根境，日本國有鐵道（國鐵）的大隅線車站（廢站）。

## 歷史
- 1972年（昭和47年）9月9日 - 日本國有鐵道大隅線 海潟溫泉至國分之間開通，此站啟用[2]。
- 1987年（昭和62年）3月14日 - 大隅線全線廢止，此站也廢止[2]。

## 廢止時的車站構造
此站是地面車站，設有1面2線的島式月台，為垂水站至國分站之間雖一設有列車交會設施的車站。此站是無人車站，沒有車站大樓，月台上設有候車室。車站兩端均連接隧道。此站設有列車折返。

## 現狀
截至2009年，車站遺址建設了紀念碑。關於車站兩端的隧道，國分一側的隧道入口已經完全封口，志布志一側的隧道入口仍然存在。

## 相鄰車站
日本國有鐵道
大隅線
大隅二川－大隅境－大廻

## 注腳
1. 1 2 3 4  . JTB出版. : 333 （日语）.
2. 1 2  . 鐵道雜誌（日语：鉄道ジャーナル） (鐵道雜誌社). 1987-06, 21 (7): 96–98 （日语）.